# Нучету (Горж)
Нучету (рум. Nucetu) — село у повіті Горж в Румунії. Входить до складу комуни Негомір.
Село розташоване на відстані 225 км на захід від Бухареста, 31 км на південь від Тиргу-Жіу, 63 км на північний захід від Крайови.

## Населення
За даними перепису населення 2002 року у селі проживали 376 осіб, усі — румуни. Усі жителі села рідною мовою назвали румунську.